# Rotsmus
De rotsmus (Petronia petronia) is een zangvogel uit de familie van de mussen en sneeuwvinken (Passeridae).

## Kenmerken
Het verenkleed is aan de bovenzijde en op de kruin donker grijsbruin met een lichte bruingrijze stuit en buik. Op de bovenborst bevindt zich een gele vlek, verder heeft de vogel een lichte kruin- en oogstreep.

## Leefwijze
Het voedsel bestaat uit zaden, insecten, larven, eieren en afval.

## Voortplanting
Het nest van deze overwegend standvogels bevindt zich in spleten.

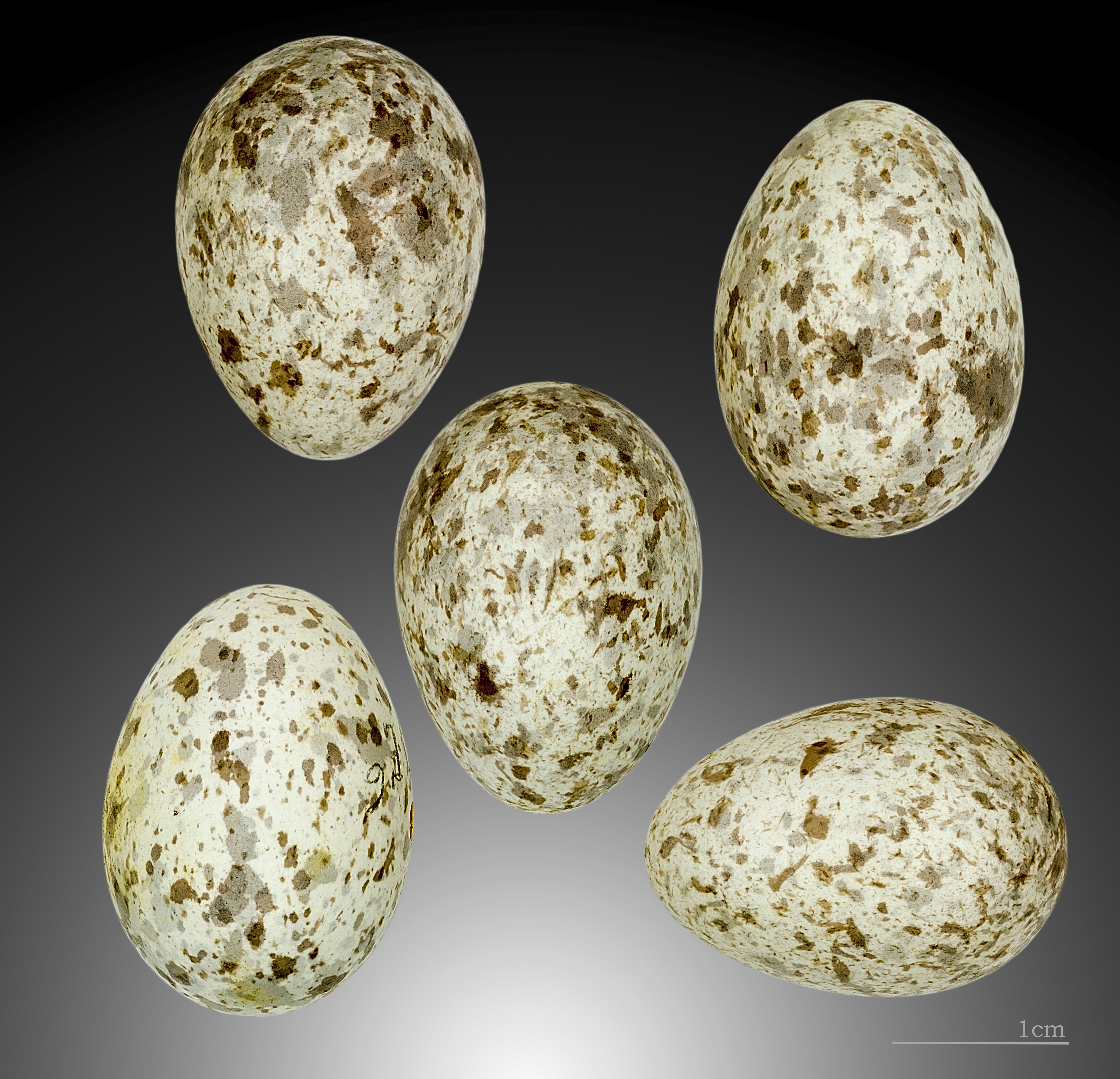
Eieren

## Verspreiding en leefgebied
Rotsmussen komen niet in Nederland en België voor. Deze vogelsoort is in 1970 afgevoerd van de lijst van in Nederland voorkomende soorten en tussen 1970 en 1997 zijn geen aanvaarde waarnemingen. Dit zijn vogels die voorkomen in Zuid-Frankrijk, Spanje, Italië, Griekenland, Turkije en Noord-Afrika in rotsachtig gebied, onder de 2500 m, vaak ook in ruïnes van oude forten en kastelen en bij bergdorpen.
De soort telt zeven ondersoorten:
- P. p. petronia: Madeira en de Canarische Eilanden, van zuidelijk Europa tot westelijk Turkije.
- P. p. barbara: noordwestelijk Afrika.
- P. p. puteicola: van zuidelijk Turkije tot Jordanië.
- P. p. exigua: van centraal Turkije tot de Kaukasus, noordelijk Iran en noordelijk Irak.
- P. p. kirhizica: van de Kaspische Zee tot Kirgizië.
- P. p. intermedia: van Iran en noordelijk Afghanistan tot noordwestelijk China.
- P. p. brevirostris: Mongolië, het zuidelijke deel van Centraal-Siberië en noordelijk en centraal China.

## Status
De vogel is geen bedreigde diersoort.